# Museo civico di Treviglio
Il museo civico di Treviglio è situato all'interno dell'omonima biblioteca e conserva numero scritti dello scorso millennio documentando la storia del comune dalle sue origini fino ai giorni nostri. Tale Archivio Storico è consultabile previa richiesta e prenotazione.

## Storia
Il museo è nato ufficialmente nel 1963 quando il comune di Treviglio ha dato attuazione alla volontà testamentaria del prof. Pier Luigi Della Torre, medico, neurochirurgo di fama europea, tra i pionieri della trapanazione cranica e personalità di rilievo nella storia di Treviglio nel XX secolo, fu ufficiale medico dell'8º Reggimento bersaglieri nella prima guerra mondiale, decorato Medaglia al Valor Militare sul fronte del Piave nel 1918 nella Battaglia del solstizio. Fu poi primo sindaco di Treviglio alla Liberazione e fino al 1946.
Con lascito testamentario del 30 aprile 1960 il Prof. Pier Luigi Della Torre aveva lasciato le sue raccolte al Comune di Treviglio perché fosse istituito un museo intitolato ai propri genitori, il padre prof. Ernesto, già direttore didattico delle Regie Scuole Pubbliche, e la madre Teresa Pedrazzini in Della Torre, già insegnante nelle stesse. Nella collezione vi sono, tra le altre, opere di Rembrandt, Guercino, Correggio, Giambono. Il museo è stato inoltre arricchito con altri lasciti.

## Sezioni

### Museo Civico sezione archeologica Giuseppe Oggionni
Il museo civico apre nel 2009 una sezione archeologica per esporre i numerosi reperti ritrovati sul territorio. L'esposizione, che raccoglie sia oggetti locali che statali di spettanza al museo, è suddivisa nelle tre sale: Protostoria, Storia Romana e Storia Medioevale.
I reperti sono corredati da una notevole mole di materiale didattico tra il quale spicca il plastico di Treviglio così come si presentava in epoca medioevale intorno all'anno 1000 cinta dal triplice fossato. L'opera è stata realizzata con la collaborazione del circolo modellistico il Caravaggio.
Tra i pezzi di maggiore interesse abbiamo una sepoltura celtica risalente al I secolo d.C. rinvenuta nel 1980, il tesoretto rinvenuto in via Verga di oltre cento monete di epoca Diocleziana e l'originale della Gatta, eterno pomo di discordia con la vicina città di Caravaggio.
Il museo presenta inoltre un laboratorio didattico.

### Museo scientifico Explorazione
Nel dicembre del 2007 il museo si è arricchito di una sezione scientifica aprendo nel padiglione centrale dell'area mercato coperto, in piazza Cameroni, Explorazione.
Nel complesso del mercato un edificio è occupato stabilmente da un laboratorio scientifico composto da un laboratorio interattivo permanente che propone attività per i ragazzi per imparare la scienza divertendosi, compiendo esperimenti di elettromagnetismo, ottica, acustica e altro per comprendere le leggi fisiche che governano l'universo.
Nel 2012 è stato aggiunto al museo Explorazione il pendolo di Foucault.
Il museo, diviso nelle 4 sezioni: storica, fisica, logico-matematica e multimediale, è studiato appositamente per proporre percorsi scientifici ai ragazzi anche se può essere molto interessante anche per gli adulti.